# Тодор Веселинович
Тодор Веселинович (серб. Тодор Веселиновић; 22 жовтня 1930, Новий Сад, Королівство Югославія) — югославський футболіст і тренер, що грав на позиції нападника. Найкращий бомбардир в історії клубу «Воєводина».

## Кар'єра

### Ігрова
Тодор Веселинович почав кар'єру в клубі «Слога» з рідного Нові-Саду, пізніше перейменованого в «Воєводину», там він виступав 13 років, з перервою на військову службу, яку Веселинович проходив в «Партизані», забивши за белградську команду 50 м'ячів у 53-х матчах. За «Воєводину» Веселинович провів понад 190-та ігор і забив понад 120 м'ячів, що досі є рекордним показником у команді. Веселинович 4 рази ставав найкращим бомбардиром першої ліги чемпіонату Югославії і знаходиться на 6-му місці за загальною кількістю голів у першості країни — 145 м'ячів.
У 1965 році Веселинович покинув країну і виїхав до Італії, де провів сезон в «Сампдорії», потім грав в Австрії за «Ферст» і «Аустрію» з Клагенфурта та Бельгії за «Юніон». Завершив кар'єру футболіста Веселинович на батьківщині, в клубі «Пролетер» з Зренянина.
За збірну Югославії Веселинович виступав з 14 травня 1953 року (гра з Бельгією, завершилася з рахунком 3:1) по 4 червня 1961 року (матч з Польщею). Найбільшого успіху зі збірною Веселинович домігся в 1956 році, коли югослави на Олімпіаді 1956 року дійшли до фіналу, в якому програли збірній СРСР 0:1, а сам Веселинович став кращим бомбардиром турніру з 4-ма м'ячами в 3-х іграх, два з яких у ворота Франції. Всього за збірну Веселинович забив 28 голів в 37 матчах, зокрема тричі він робив «хет-трики» у футболці національної команди.

### Тренерська
Після завершення кар'єри гравця, Веселинович недовго пропрацював в штабі «Воєводины», а потім поїхав в Колумбію, де тренував клуб «Індепендьєнте Санта-Фе», зробивши команду чемпіоном Колумбії в 1971 році, після чого очолив збірну Колумбії.
Потім Веселинович тренував «Воєводину», «Олімпіакос» і збірну Югославії, з якою вийшов на чемпіонат Європи 1984 року, але у фінальній частині турніру збірна «провалилася», програвши всі три матчі із загальним рахунком 2:10.
Після невдачі зі збірною Югославії, Веселинович поїхав у Туреччину, де працював з клубами «Газіантепспор», «Бакиркейспор» і «Каршияка», а найвдалішим періодом турецької кар'єри Веселиновича стали два чемпіонства, здобуті з клубом «Фенербахче».

## Досягнення

### Як гравець
- Срібний олімпійський призер: 1956
- Найкращий бомбардир чемпіонату Югославії: 1956 (21 гол), 1957 (28 голів), 1958 (19 голів), 1961 (16 голів)
- Найкращий бомбардир футбольного турніру олімпійських ігор: 1956 (4 голи, разом із Дімітаром Мілановим та Невілом Д'Соузою)

### Як тренер
- Чемпіон Колумбії: 1971
- Чемпіон Греції: 1979/80
- Чемпіон Туреччини: 1984/85, 1988/89
- Володар Суперкубка Туреччини: 1985